# Уртеага, Луис
Луис Хосе Уртеага Итурриос (исп. Luis José Urteaga Iturrioz; 5 декабря 1882, Ордисия, провинция Гипускоа — 11 апреля 1960, Сан-Себастьян) — испанский композитор и органист.
С детских лет пел в хоре мальчиков в своём родном городе, учился музыке у городских органистов. С 1899 г. изучал гармонию в Сан-Себастьяне под руководством Хосе Родореды, затем в 1902 г. перебрался в Вальмаседу и два года учился игре на органе и контрапункту у Мартина Родригеса. В 1904 г. поступил органистом в собор Берастеги, в 1905—1920 гг. был титулярным органистом собора в Сумайе. Оставшиеся 40 лет жизни провёл в Сан-Себастьяне как органист собора Сан-Висенте, а с 1924 г. и профессор гармонии, сольфеджио и органа в муниципальной консерватории, некоторое время руководил также духовым оркестром.
Уртеаге принадлежит около 500 сочинений, частично под псевдонимами Хосе Итурриос и Анастасио Юррита (исп. Anastasio Yurrita). Большинство из них — хоровая и органная церковная музыка, однако Уртеага писал также для духового оркестра (около 90 произведений) и внёс значительный вклад в возрождение баскской народной продольной флейты чисту.